# Козерадский, Анатолий Александрович
Анатолий Александрович Козерадский (род. 3 марта 1948, Выкса, Горьковская область) — российский политический деятель. Председатель Законодательного собрания Нижегородской области (1994—2001). Депутат Законодательного собрания Нижегородской области. Депутат Государственной думы. Член Совета Федерации.

## Биография
Родился 3 марта 1948 года в городе Выкса Горьковской области. В 1975 году окончил Московский институт стали и сплавов по специальности «инженер-металлург». Прошёл путь от мастера до председателя профсоюзного комитета Выксунского Металлургического Завода. В 1990 Академия общественных наук при ЦК КПСС.
В 1986—1990 годах — первый секретарь Первомайского райкома КПСС Горьковской области.
С 1991 года — глава администрации г. Выкса.
12 апреля 1994 года был избран председателем Законодательного собрания Нижегородской области, до этого был депутатом. В 1998 году был вновь переизбран.
С ноября 2001 по апрель 2002 года был представителем в Совете Федерации Федерального Собрания РФ от Законодательного Собрания Нижегородской области.
15 апреля 2002 года назначен главным федеральным инспектором по Нижегородской области.
7 декабря 2003 года был избран в Государственную Думу РФ четвертого созыва в составе фракции «Единая Россия». В декабре 2007 года избран депутатом Государственной Думы РФ пятого созыва.

## Награды
- Почётный гражданин Нижегородской области (2014)[3]
- Медаль «В память 800-летия Нижнего Новгорода» (12 июня 2021)[4].